# SAWAGE☆LIFE
「SAWAGE☆LIFE」（サワゲライフ）は2016年7月30日に配信開始された日本の歌手・倉木麻衣の配信限定シングル。

## 概要
配信当日からアニメ「名探偵コナン」のエンディングテーマとして使用された。
作曲を担当しているAlaina Beatonはリル・ウェインなどとも共演経験のあるアメリカの女性歌手ポーセリン・ブラックの本名である。彼女は同曲のほかにワン・ダイレクションの『Save You Tonight』などの製作も手掛けている。

## 収録曲
1. SAWAGE☆LIFE
作詞：倉木麻衣 / 作曲：Alaina Beaton、Bobby Huff
  - 読売テレビ系『名探偵コナン』エンディングテーマ

## 収録アルバム
- Smile
- 倉木麻衣×名探偵コナン COLLABORATION BEST 21 -真実はいつも歌にある!-